# S104-es személyvonat
Az S104-es személyvonat egy személyvonat volt Esztergom vasútállomás és Komárom vasútállomás között, ami 2014-től 2016-ig járt, mikoris összevonták az S150-es személyvonattal.

## Története
2013-ban elkezdték bevezetni a viszonylatjelzéseket a budapesti elővárosi vasútvonalakon, majd kis részben az országos vasúti közlekedésben is. Az augusztusi próbaüzemet követően december 15-től először a Déli pályaudvarra érkező összes vonat kapott S-, G- vagy Z- előtagot (Személy, Gyors, Zónázó) és két számból álló utótagot, majd 2014-ben az összes többi budapesti elővárosi vonat, illetve néhány egyéb járat, köztük ez is. A Budapestet érintő vonatok két, míg a fővárost nem érintő vonatok három számjegyű számokat kaptak. Ezen logika mentén a vasútvonal számozása alapján a 4-es számú vasútvonalon közlekedő, addig elnevezés nélküli, Esztergom és Komárom közt közlekedő személyvonat 2014. december 14-én   S104 -es jelzést kapott, amelyben a 4-es számjegy visszavezethető a vonal számára.
Másfél évnyi működést követően 2016. június 18-i kezdettel összevonták az addig csak Székesfehérvár és Komárom között közlekedett S150-es személyvonattal, ami azóta Esztergomig jár, megszüntetve az S104-est. 2021. december 12. óta járnak Esztergom és Süttő között új betétjáratok, ezek azonban érdekes módon szintén az S150-es számot viselik annak ellenére, hogy csak a 4-es vonalat használják.

## Útvonala
| 0   | Esztergom végállomás | 88 | 1, 2, 11, 43, 43F, 111 800, 862, 880, 8401, 8421, 8503, 8504, 8510, 8512, 8515, 8516, 8517, 8518, 8520, 8543, 8525, 8535 G72 , S72    |
| 8   | Esztergom-Kertváros  | 81 | G72 , S72 43, 43F |
| 14  | Tokod                | 76 | 815, 8401, 8535, 8539, 8540, 8543, 8544                                                                                               |
| 18  | Tát                  | 72 | 815, 8401, 8535, 8539, 8540, 8543, 8544                                                                                               |
| 28  | Nyergesújfalu        | 63 | 777, 815, 8401, 8539, 8540, 8543, 8544, 8546, 8547, 8549                                                                              |
| 31  | Nyergesújfalu felső  | 59 | 815, 8401, 8539, 8540, 8543, 8544, 8547, 8549                                                                                         |
| 33  | Eternitgyár          | 56 | 815, 8401, 8539, 8540, 8543, 8544, 8547, 8549                                                                                         |
| 36  | Lábatlan             | 54 | 815, 8401, 8539, 8540, 8543, 8544, 8547, 8549                                                                                         |
| 41  | Piszke               | 48 | |
| 45  | Süttő                | 44 | 8401, 8539, 8540, 8543, 8544, 8549 |
| 49  | Süttő felső          | 40 | |
| 58  | Várhegyalja          | 30 | |
| 61  | Neszmély             | 26 | |
| 65  | Dunaalmás            | 23 | |
| 74  | Almásfüzitő          | 13 | S10 8462, 8479, 8543, 8653, 8656, 8659, 8660, 8661, 8741 1852                                                                         |
| 95  | Almásfüzitő felső    | 10 | S10 8462, 8479, 8543, 8656, 8659, 8660, 8661                                                                                          |
| 99  | Szőny                | 6  | S10 3, 23, 32 8462, 8479, 8543, 8656, 8659, 8660, 8661, 8687                                                                          |
| 105 | Komárom végállomás   | 0  | G10 , S10 , S150 , X10 , IC 2, 2Y 8462, 8479, 8543, 8624, 8659, 8660, 8661, 8670, 8671, 8673, 8682, 8687, 8697, 8727, 8740 1824, 1852 |